# Xintiandi

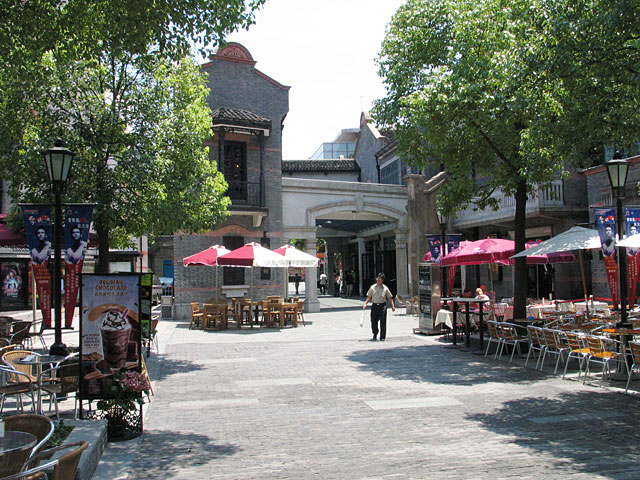
Xintiandi

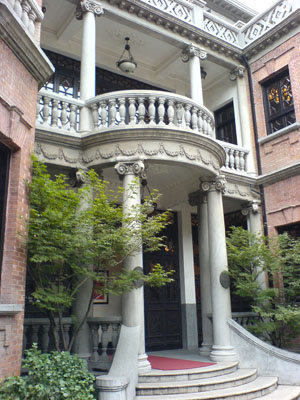
Detal

Xintiandi (język chiński: 新天地; pinyin Xīntiāndì) – zamknięta dla ruchu kołowego modna i droga dzielnica w Szanghaju o powierzchni 30 tysięcy m², obejmująca zarówno odrestaurowane tradycyjne budynki mieszkalne shikumen, jak i obiekty zupełnie nowe, z których większość służy jako sklepy, kawiarnie i restauracje. Obszar ten stanowi jedną z atrakcji turystycznych Szanghaju. Projekt zagospodarowania przestrzennego tej strefy, opracowany przez amerykańskiego architekta Benjamina Wooda, był wielokrotnie nagradzany, otrzymując zarówno nagrody krajowe, jak "Innovation China 2001 - Architecture Award", "AIA Hong Kong Citation 2002", jak i międzynarodowe np. "Award for Excellence" w roku 2003, przyznaną przez  amerykański Urban Land Institute.